# Oleksij Kasjanow
Oleksij Serhijowytsch Kasjanow (ukrainisch Олексій Сергійович Касьянов, engl. Transkription Oleksiy Kasyanov; * 26. August 1985 in Stachanow, Ukrainische SSR, UdSSR) ist ein ukrainischer Leichtathlet, der sich auf den Zehnkampf spezialisiert hat.

## Sportliche Laufbahn
Erste internationale Erfahrungen sammelte Oleksij Kasjanow im Jahr 2007, als er bei den U23-Europameisterschaften in Debrecen mit 7964 Punkten den vierten Platz belegte und nahm anschließend an der Sommer-Universiade in Bangkok teil und wurde dort mit 7858 Punkten ebenfalls Vierter. 2008 wurde er ukrainischer Meister und blieb dabei mit 8086 Punkten zum ersten Mal über der 8000er-Marke und qualifizierte sich damit erstmals für die Teilnahme an den Olympischen Spielen in Peking, bei denen er mit 8238 Punkten den sechsten Platz belegte. 2009 gewann er bei den Halleneuropameisterschaften in Turin mit neuem Landesrekord von 6205 Punkten die Silbermedaille im Hallensiebenkampf hinter dem Esten Mikk Pahapill. Beim traditionsreichen Mehrkampfmeeting in Götzis belegte er mit 8286 Punkten den fünften Platz und gewann anschließend bei den Weltmeisterschaften in Berlin mit 8479 Punkten die Bronzemedaille hinter dem US-Amerikaner Trey Hardee und Leonel Suárez aus Kuba. Daraufhin siegte er beim Décastar in Talence mit 8291 Punkten. 2010 belegte er bei den Hallenweltmeisterschaften in Doha mit 6019 Punkten den sechsten Platz und beim Hypomeeting in Götzis konnte er seinen Wettkampf nicht beenden, siegte anschließend aber beim TNT-Fortuna Meeting in Kladno mit 8381 Punkten. Daraufhin konnte er bei den Europameisterschaften in Barcelona seinen Wettkampf nicht beenden und beim Décastar wurde er mit 8032 Punkten Siebter.
2011 belegte er beim Hypomeeting mit 8251 Punkten deb sechsten Platz und erreichte bei den Weltmeisterschaften in Daegu mit 8132 Punkten Rang zwölf, ehe er beim Décastar mit 8045 Punkten auf den vierten Platz gelangte. Im Jahr darauf gewann er bei den Hallenweltmeisterschaften in Istanbul mit 6071 Punkten die Silbermedaille im Hallensiebenkampf hinter dem US-Amerikaner Ashton Eaton und gewann anschließend auch bei den Europameisterschaften in Helsinki mit 8321 Punkten die Silbermedaille hinter dem Deutschen Pascal Behrenbruch. Bei den Olympischen Spielen in London belegte er mit 8283 Punkten den siebten Platz und wurde anschließend beim Décastar mit 8218 Punkten Zweiter. 2013 schied er bei den Halleneuropameisterschaften in Göteborg im 60-Meter-Hürdenlauf in der Vorrunde aus und verpasste auch im Weitsprung mit 7,55 m den Finaleinzug. Im August startete er erneut bei den Weltmeisterschaften in Moskau, musste dort aber seinen Wettkampf vorzeitig beenden. Im Jahr darauf wurde er bei den Hallenweltmeisterschaften in Sopot mit 6176 Punkten Fünfter und Mitte Juni siegte er beim TNT Express Meeting Meeting mit 8083 Punkten. Anschließend erreichte er bei den Europameisterschaften in Zürich mit 8231 Punkten den achten Platz und wurde dann beim Décastar mit 8062 Punkten Zweiter, nachdem er am ersten Wettkampftag noch geführt hatte.
2015 konnte er das TNT Express Meeting nicht beenden und belegte anschließend bei den Weltmeisterschaften in Peking mit 8262 Punkten den neunten Platz, ehe er beim Décastar mit 8043 Punkten auf den zweiten Platz gelangte. Im Jahr darauf gewann er bei den Leichtathletik-Hallenweltmeisterschaften 2016 in Portland mit 6182 Punkten die Silbermedaille hinter dem US-Amerikaner Eaton. Anschließend erreichte er bei den Europameisterschaften in Amsterdam mit 8072 Punkten Rang vier und konnte daraufhin seinen Wettkampf bei den Olympischen Spielen in Rio de Janeiro nicht beenden. Im September siegte er dann beim Décastar mit 8077 Punkten. 2017 wurde er beim Hypomeeting mit 8281 Punkten Siebter und wurde anschließend bei den Weltmeisterschaften in London mit 8234 Punkten Sechster, ehe er beim Décastar mit 8016 Punkten auf Rang drei landete. Die Leichtathletik-Hallenweltmeisterschaften 2018 in Birmingham musste er vorzeitig beenden.
2019 schied er bei den Halleneuropameisterschaften in Glasgow über 60 Meter Hürden mit 7,98 s im Vorlauf aus und beim Hypomeeting erreichte er mit 7874 Punkten Rang 21.
In den Jahren 2008 und 2020 wurde Kasjanow ukrainischer Meister im Zehnkampf und 2007, 2016 und 2021 siegte er im Hallensiebenkampf. In der Halle siegte er 2009, 2012 und 2013 auch im Weitsprung sowie 2013 und 2014 über 60 Meter Hürden.

## Persönliche Bestleistungen
- 110 m Hürden: 13,92 s (−0,2 m/s), 20. September 2015 in Talence
  - 60 m Hürden (Halle): 7,80 s, 14. Januar 2018 in Aubière
- Weitsprung: 7,97 m (−0,7 m/s), 29. Mai 2010 in Götzis
  - Weitsprung (Halle): 8,04 m, 30. Januar 2010 in Saporischschja
- Zehnkampf: 8479 Punkte, 20. August 2009 in Berlin
  - Siebenkampf (Halle): 6254 Punkte, 31. Januar 2010 in Saporischschja (ukrainischer Rekord)